# كرنفال يوم العمال

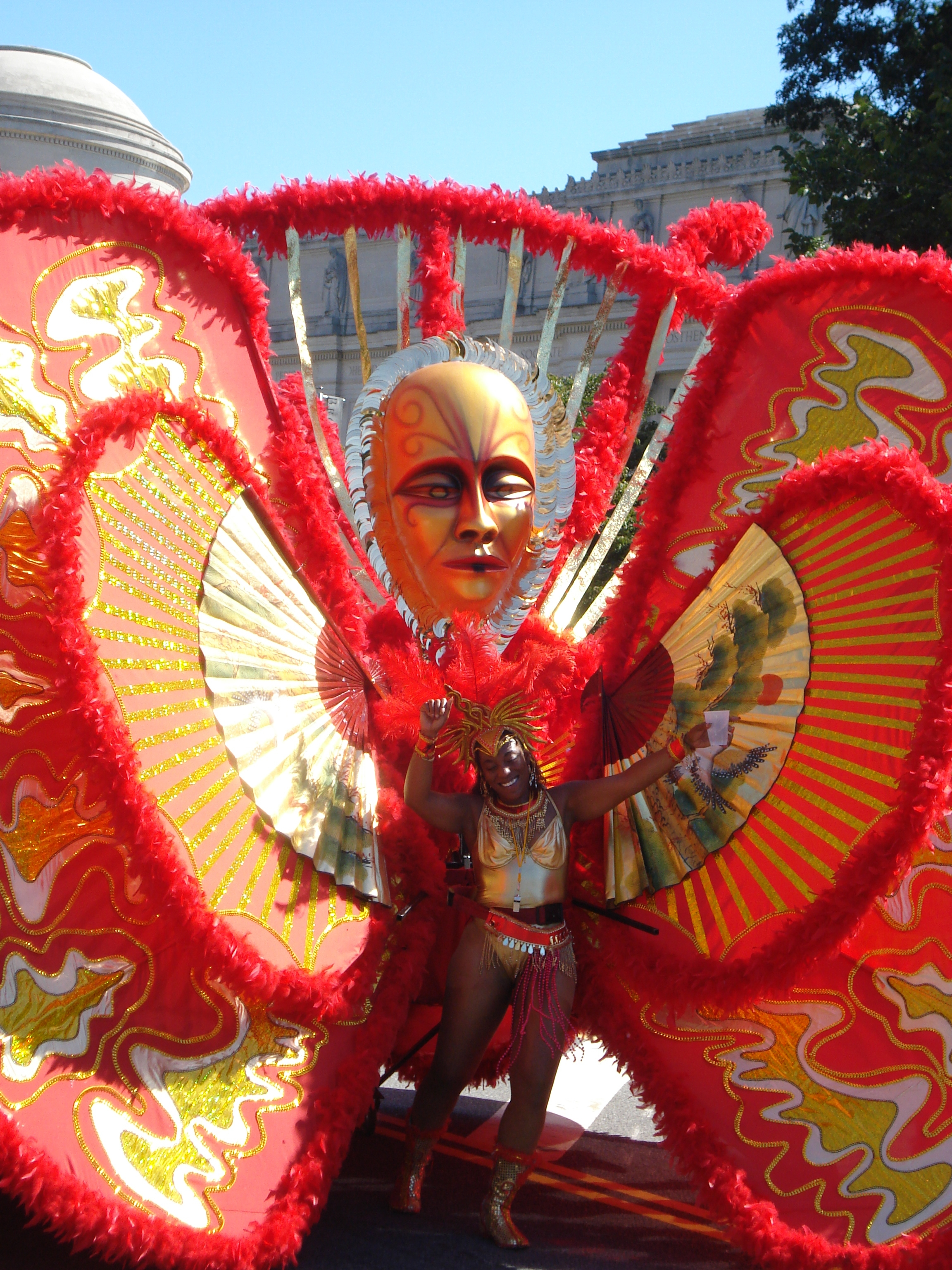

كرنفال يوم العمال (أو كرنفال الهند الغربية) كل سنة في يوم الإثنين الأول من شهر سبتمبر، أو بعبارة أخرى، عيد العمال (في أمريكا) هناك احتفال بالثقافة الكاريبية يغير مظهر الشوارع في مدينة نيويورك. في هذا اليوم منطقة بروكلين تصبح مركز مهرجان تقليدي تطور في الايام قبل العبودية الكاريبية. ففي شارع «أيسترن باركواي» هناك كرنفال كاريبي.
تطورت عادة الكرنفال الكاريبي من العادات الأفريقية بالإضافة إلى عادات المستعمرين في الجزائر الكاريبية. وبعد نهاية العبودية استخدم الناس من جزائر الهند الغربية هذا النفوذ في تشكيل تراثهم الخاص. والآن يتكون الكرنفال من الموسيقى التي تسمى «الكاليبسو» والرقص والأزياء بألوان زاهية وطبعا المأكولات.
في نيويورك، وخاصةً في منطقة بروكلين، يسكن عدد كبير من اصل كاريبي. وبسبب هذا التراث، بحث بعض الناس عن طريقة للتعبير عن الثقافة الكاريبية في نيويورك. وأخيرا في الستينات، جاء رجل باسم روفس جورنج بكرنفال إلى بروكلين ومنذ هذا الوقت يشترك أكثر من ثلاث مليون مشترك في هذا الكرنفال كل السنة لاحتفال بالتقليد.
ويحضر المهرجان الناس من بلاد كاريبية متنوعة ودائما كل شخص يحمل علمه — وهو شيء مهم جدا. وعادة يلتحق بالازدحام ويرقص في الشوارع المشتركون السعداء. وفوق ذلك كله يتبع المشتركون الفنانين في الموسيقى المشهورين الذين يزورون الكرنفال. من الممكن ان يشتري مأكولات ومشروبات تقليدية وأيضا الملابس والهدايا من جزائرالهند الغربية من سلسلة الباعة التي تمتد طول الشارع «أيسترن باركواي.» ولكن الشيء المهم هو ان الكرنفال في بروكلين يسمح بالاحتفال بما تريد وحتماً ستستمتع به كثيرا.